# Coupe des clubs champions de l'Outre-Mer
 (février 2024).
Si vous disposez d'ouvrages ou d'articles de référence ou si vous connaissez des sites web de qualité traitant du thème abordé ici, merci de compléter l'article en donnant les références utiles à sa vérifiabilité et en les liant à la section « Notes et références ».
La Coupe des Clubs Champions de l'Outre-Mer de football était une compétition française de football qui opposait annuellement les meilleurs clubs de l'Outre-Mer.
De 1997 à 2004 cette compétition est appelée Coupe des DOM-TOM.
En 2008, la compétition est remplacée par la Coupe de l'Outre-Mer de football.

## Règlement
La compétition rassemble quatre équipes : les deux meilleures de la Coupe D.O.M., le vainqueur de la Coupe T.O.M. et de la Coupe de l'océan indien.

## Palmarès
| Édition | Vainqueur                      | Score | Finaliste                              |
| ------- | ------------------------------ | ----- | -------------------------------------- |
| 1997    | CS Saint-Denis (Réunion)       | 4–0   | AS Manu-Ura (Polynésie française)      |
| 1998    | Club Franciscain (Martinique)  | 3–2   | AS Vénus (Polynésie française)         |
| 1999    | AS Vénus (Polynésie française) | 2–2   | SS Saint-Louisienne (Réunion)          |
| 2000    | SS Saint-Louisienne (Réunion)  | 1–0   | AS Vénus (Polynésie française)         |
| 2001    | US Stade Tamponnaise (Réunion) | 4–1   | AS Vénus (Polynésie française)         |
| 2002    | AS Pirae (Polynésie française) | 1–0   | Club Franciscain (Martinique)          |
| 2003    | SS Saint-Louisienne (Réunion)  | 2–1   | AS Vénus (Polynésie française)         |
| 2004    | US Stade Tamponnaise (Réunion) | 1–0   | Club Franciscain (Martinique)          |
| 2005    | ASC Le Geldar (Guyane)         | 1–0   | AS Sada (Mayotte)                      |
| 2006    | Club Franciscain (Martinique)  | 2–1   | US Stade Tamponnaise (Réunion)         |
| 2007    | US Stade Tamponnaise (Réunion) | 3–0   | L'Étoile de Morne-à-l'Eau (Guadeloupe) |